# Sojana
Sojana (rusky Сояна) je řeka v Archangelské oblasti v Rusku. Je 140 km dlouhá. Povodí má rozlohu 5860 km².

## Průběh toku
Pramení na Bělomořsko-kulojské planině. Ústí zleva do Kuloje (úmoří Mezeňské zátoky).

## Vodní stav
Zdrojem vody jsou především sněhové srážky. Průměrný roční průtok vody ve vzdálenosti 42 km od ústí činí 50 m³/s. Zamrzá na konci září až v listopadu a rozmrzá v květnu.

## Využití
Řeka je splavná. Nedaleko ústí stojí závod na zpracování ryb.